# Dysphania imperatrix
Dysphania imperatrix är en fjärilsart som beskrevs av W. Warren 1903. Dysphania imperatrix ingår i släktet Dysphania och familjen mätare. Inga underarter finns listade i Catalogue of Life.